# Sara Vivas

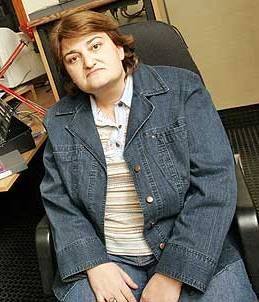
Sara Vivas

Sara Vivas (* 4. August 1966 in Madrid) ist eine spanische Schauspielerin und Synchronsprecherin.

## Leben
Sara Vivas wuchs in Madrid auf.
Nach ihrem Schulabschluss absolvierte sie eine professionelle Schauspielausbildung. Seit 1985 ist sie als Schauspielerin tätig. Sie wirkte bislang in mehreren Filmen und Fernsehserien mit. Sie ist vereinzelt auch am Theater tätig.
Vivas ist zudem umfangreich als Synchronsprecherin aktiv. Seit Anfang der 1990er-Jahre ist sie die spanische Synchronstimme von Bart Simpson in der Zeichentrickserie Die Simpsons sowie auch in Die Simpsons – Der Film. Daneben synchronisierte sie zahlreiche Figuren in verschiedenen Zeichentrickfilmen und Animationsfilmen wie beispielsweise in Futurama, Pokémon, Cars oder South Park.

## Sprechenrollen (Auswahl)
Filme
- 1991: Curly Sue – Ein Lockenkopf sorgt für Wirbel (Curly Sue)
- 1993: Schatten der Leidenschaft (Gregory Balestrero)
- 1995: Power Rangers – Der Film (Kimberly Hart)
- 2003: In einem Land vor unserer Zeit X – Die große Reise (Littlefoot)
- 2017: Cars 3: Evolution (Miss Fritter)

Serien
- seit 1989: Die Simpsons (Bart Simpsons)
- 1993: Captain Tsubasa – World Youth Hen (Tarō Misaki)
- seit 1997: South Park (Kyle Broflovski)
- 2000–2013: Futurama (Cubert Farnsworth)